# Descendants 2 (phim 2017)
Descendants 2 (tạm dịch: Hậu duệ 2) là một bộ phim truyền hình ca nhạc giả tưởng của Mỹ. Phim lần đầu được phát sóng trên kênh Disney vào ngày 21 tháng 7 năm 2017 và được phát sóng trên các trang mạng do Disney sở hữu là kênh ABC, Disney XD, Freeform, Lifetime và Lifetime Movies. Đây là phần tiếp theo trong loạt series Descendants và là phần tiếp theo của Descendants năm 2015. Phim có sự tham gia của Dove Cameron, Sofia Carson, Cameron Boyce, Booboo Stewart, Mitchell Hope và China Anne McClain. Phần tiếp theo của bộ phim là Descendants 3 được phát sóng vào năm 2019.

## Nội dung phim
Mal (Dove Cameron) phải vật lộn cuộc sống qua ngày của mình với tư cách là bạn gái của Ben - nhà vua mới của Auradon, cô đã đặt một câu thần chú lên tóc và biến nó trở thành tóc vàng, và cô cảm thấy không thấy thoải mái khi phải duy trì tính cách của một công chúa thật sự. Cô đã tâm sự về vấn đề này với Eve (Sofia Carson), Carlos (Cameron Boyce), Jay (Booboo Stewart), nhưng không giống như Mal, cả ba người họ đều cảm thấy thoải mái với cuộc sống khi ở Auradon. Evie nhắc Mal vì cô đã dựa vào cuốn sách thần chú của mẹ cô để giải quyết các vấn đề. Carlos, muốn mời Jane đến buổi khiêu vũ Cotillion sắp tới , anh quay sang nhờ Mal để được giúp đỡ. Mal cho Carlos một viên kẹo sẽ khiến cậu nói ra sự thật, nhưng con chó của cậu , Dude, đã ăn nó, nói ra sự thật một cách kỳ diệu.
Cuối cùng Ben (Mitchell Hope) phát hiện ra Mal đã phụ thuộc vào ma thuật, và cô ấy nói rõ về sự bất an của mình, gây ra một vụ cãi vã. Mal quyết định trở lại Isle of the Lost, hiện đang được cai trị bởi đối thủ cũ của cô là Uma (China Anne McClain), con gái của Ursula , cùng với Harry (Thomas Doherty) và Gil (Dylan Playfair), con trai của Thuyền trưởng Hook và Gaston . Mal đến thăm nhà tạo mẫu tóc Dizzy Tremaine (Anna Cathcart), con gái của Drizella, người đã phục hồi mái tóc màu tím đặc trưng của cô. Harry biết được sự trở lại của Mal và thông báo cho Uma.
Ben, Evie, Jay và Carlos biết được sự ra đi của Mal và lẻn đến Isle để tìm cô, nhưng Gil nhận ra họ. Ben phải đối mặt với Mal, người từ chối tình cảm của anh ấy vì cả lợi ích của anh ấy và Auradon. Ben chán nản bỏ đi, chỉ để bị Uma bắt giữ. Mal và Uma vật nhau để giành lấy cây đũa phép của Ben và Tiên nữ đỡ đầu, Uma thắng. Uma sau đó ra lệnh cho Mal và bạn bè của cô lấy cây đũa phép của Bà đỡ đầu tiên để đổi lấy sự trở về an toàn của Ben. Carlos và Jay trở lại Auradon Prep, nơi họ tạo ra một bản sao của cây đũa phép bằng máy in 3D . Họ bị bắt gặp bởi Lonnie (Dianne Doan), con gái của Mulan, người cầu xin họ để cô ấy đi cùng, trước đó đã bị đội thể thao của Jay từ chối vì giới tính của cô ấy.
Uma nói với Ben về sự cay đắng của cô rằng cô và những người khác không được chọn để đến Auradon. Ben tính đến điều này và mời cô đến Auradon, nhưng thay vào đó, Uma lại âm mưu tự tìm đường đến đó. Nhóm của Mal quay trở lại, giao cây đũa giả để đổi lấy Ben, nhưng Uma phát hiện ra kẻ giả mạo. Cả nhóm chạy trốn trở lại Auradon, nhưng mối quan hệ của Mal và Ben vẫn còn rạn nứt. Những đứa trẻ của nhân vật phản diện phải chấp nhận rằng chúng không thể chạy trốn quá khứ của mình và đồng ý trung thực với bản thân và với nhau. Carlos tỏ tình với Jane nhưng gặp khó khăn, trong khi Jay chỉ định Lonnie làm đội trưởng đội của anh ta.
Lên một con tàu trong Cotillion, Ben làm mọi người choáng váng khi xuất hiện cùng Uma, người mà anh tuyên bố là tình yêu đích thực của mình và tuyên bố anh sẽ phá hủy rào cản trên Isle. Jane mở một chiếc kính màuhiển thị Ben được giao nhiệm vụ thể hiện tình cảm của mình với Mal, người nhận ra rằng anh yêu cô ấy vì con người cô ấy suốt đời. Nghi ngờ Uma đã cho mình một lọ thuốc tình yêu, Mal thú nhận tình yêu của cô với Ben và hôn anh ta, phá vỡ bùa chú. Tức giận, Uma nhảy xuống nước bằng cách sử dụng vỏ sò ma thuật của Ursula để biến thành một con bạch tuộc, và Mal chiến đấu trở lại thành một con rồng. Ben can thiệp, dập tắt trận chiến, và Uma trả lại chiếc nhẫn mà ban đầu Ben đã trao cho cô khi anh tuyên bố cô là tình yêu đích thực của mình và rời đi. Mal và Ben đoàn tụ, Mal đưa cuốn sách thần chú của mình cho Bà tiên đỡ đầu. Evie yêu cầu Dizzy được phép tham dự Auradon Prep; khi Dizzy được đề nghị, cô ấy hào hứng chấp nhận.
Trong một cảnh mid-credit, Uma nói với khán giả, hứa rằng câu chuyện sẽ không kết thúc.

## Diễn viên
- Dove Cameron trong vai Mal, con gái của Maleficent
- Sofia Carson trong vai Eve, con gái của Evil Queen
- Cameron Boyce trong vai Carlos, con trai của Cruella de Vil
- Booboo Stewart trong vai Jay, con trai của Jafar
- Mitchell Hope trong vai Ben, con trai của người đẹp Bell và quái thú Beast
- Brenna D'Amico trong vai Jane, con gái của Bà tiên đỡ đầu
- Melanie Paxson trong vai Bà tiên đỡ đầu , hiệu trưởng của Auradon Prep và mẹ của Jane
- Bobby Moynihan trong vai Voice of Dude, chú chó của Carlos, người có được sức mạnh của lời nói.
- Thomas Doherty trong vai Harry Hook, con trai của Thuyền trưởng Hook
- Dylan Playfair trong vai Gil, con trai của Gaston
- Dianne Doan trong vai Lonnie, con gái của Hoa Mộc Lan và Vương Lang
- Jedidiah Goodacre trong vai Chad Charming, con trai của Lọ Lem và hoàng tử Charming
- Zachary Gibson trong vai Doug, con trai của Dopey - chú lùn ngốc nghếch
- Anna Cathcart trong vai Dizzy Tremaine, con gái của Drizella Tremaine và là cháu gái của Lady Tremaine
- Dan Payne trong vai Quái thú , chồng của Nữ hoàng Belle và cha của Ben
- Keegan Connor Tracy trong vai Belle , vợ của Quái thú và mẹ của Ben
- China Anne McClain trong vai Uma, con gái của Ursula

## Sản xuất phim

### Phát triển
Tại hội chợ triển lãm D23 2015 , Disney thông báo rằng phần tiếp theo của Descendants sẽ được phát hành và được thông báo trên trang Facebook của Disney Channel vào ngày 15 tháng 10 năm 2015.  Deadline Hollywood đưa tin rằng Parriott và McGibbon sẽ trở lại với tư cách là nhà biên kịch và nhà sản xuất điều hành cho phần tiếp theo và dàn diễn viên của bộ phim.
Theo China Anne McClain , cảnh post-credit có cảnh Uma nói với công chúng rằng "Bạn không nghĩ đây là kết thúc của câu chuyện?" không có trong kịch bản gốc mà cô ấy đã đọc. Tuy nhiên, cuối cùng người ta đã quyết định đưa nó vào để báo trước một phần tiếp theo có thể xảy ra, giống như trường hợp của bộ phim gốc . 

### Truyền
Vào ngày 10 tháng 6 năm 2016, China Anne McClain, người đã lồng tiếng cho Freddie trong loạt phim phụ đề Descendants : Descendants: Wicked World , được thông báo sẽ đóng vai Uma, con gái của Ursula , trong Descendants 2 .  Vào tháng 7 năm 2016, có thông tin tiết lộ rằng Thomas Doherty sẽ đóng vai Harry, con trai của Thuyền trưởng Hook .  Vào tháng 8 năm 2016, Sarah Jeffery , người đóng vai Audrey tiết lộ rằng cô ấy sẽ không trở lại, trong khi Brenna D'Amico tiết lộ rằng cô ấy sẽ trở lại trong Hậu duệ mặt trời 2 , cũng như Dianne Doan, Jedidiah Goodacre, và Zachary Gibson.  Vào ngày 19 tháng 7 năm 2017, có thông báo trên The View rằng Whoopi Goldberg sẽ lồng tiếng cho Ursula, Sea Witch và mẹ của Uma. 

### Quay phim
Phim bắt đầu quay vào ngày 8 tháng 9 năm 2016,  và cũng giống như Descendants , chủ yếu diễn ra ở Vancouver và Victoria , Canada. 

## Phát hành
Descendants 2 ra mắt lần đầu trên kênh Disney ở Canada vào ngày 21 tháng 7 năm 2017, cùng lúc với Hoa Kỳ. Tại Hoa Kỳ, bộ phim được công chiếu đồng thời trên sáu kênh mạng thuộc quyền sở hữu của Disney: Disney Channel , Disney XD, Freeform, ABC, Lifetime và Lifetime Movies.  Trên Disney Channel, bộ phim được công chiếu cùng với buổi ra mắt thế giới của Raven's Home , được công chiếu ngay sau đó. Tại Vương quốc Anh, bộ phim được công chiếu lần đầu trên Disney Channel và Disney XD vào ngày 20 tháng 10 năm 2017. Tại Nam Phi, bộ phim được công chiếu vào ngày 6 tháng 10 năm 2017.  Ở Ấn Độ, bộ phim được công chiếu vào ngày 23 tháng 12 năm 2018, trên Disney International HD. 
Descendants 2 được phát hành trên DVD vào ngày 15 tháng 8 năm 2017. Bộ phim đã bán được 123,760 DVD trong tuần đầu tiên công chiếu, trở thành bộ phim bán được nhiều nhất tại Hoa Kỳ. Nhìn chung, bộ phim đã bán được 837,912 đĩa DVD và kiếm được 13 triệu đô la thông qua việc phát hành trên các phương tiện truyền thông gia đình. 

## Những thành tựu

### Xếp hạng
Tổng cộng, bộ phim đã được 8,92 triệu người xem trên sáu mạng vào đêm công chiếu, tăng so với người tiền nhiệm vào năm 2015; ít nhất 13 triệu người đã xem một phút của bộ phim.  Trên Disney Channel , bộ phim được 5,33 triệu khán giả theo dõi và đứng đầu trên truyền hình cáp, nhận được xếp hạng 1,20. Mặc dù giảm so với bộ phim đầu tiên, nhưng đây là bộ phim truyền hình được xem nhiều nhất trên mạng kể từ bộ phim đầu tiên.  Bộ phim được phát sóng trên ABC đã nhận được đánh giá 0,6 / 3 / lượt chia sẻ , thu hút 2,41 triệu người xem; 0,47 triệu khán giả đã xem phim trên Disney XD với xếp hạng 0,12, 0,30 triệu khán giả đã xem phim trên Trọn đời với mức xếp hạng 0,09, 0,26 triệu khán giả đã xem phim trên Freeform với mức xếp hạng 0,08 và 0,15 triệu khán giả đã xem phim trên Phim trọn đời với mức xếp hạng 0,05.  Khi bị trì hoãn xem, bộ phim đã tăng lên tổng cộng 21 triệu người xem. 
Trên Disney Channel, bộ phim đứng thứ hai trong tuần có xếp hạng DVR, tăng 92% lên mức 2,3 và đứng đầu tuần về mức tăng người xem, tăng 104% với thêm 5,54 triệu người xem, mức tăng người xem lớn nhất trên truyền hình cáp ở hai năm, tổng cộng có 10,90 triệu người xem trên Disney Channel. Trên Freeform, phim tăng vọt 207% với thêm 0,54 triệu lượt người xem, tổng cộng là 0,80 triệu lượt người xem trên mạng; trên Lifetime Movie Network, bộ phim đã tăng 96% với thêm 0,14 triệu người xem, tổng cộng là 0,29 triệu người xem trên mạng.

### Giải thưởng
| Năm  | Chương trình                        | Giải thưởng                                                                                               | Hạng mục                           | Kết quả | Ref(s)      |
| ---- | ----------------------------------- | --- | ---------------------------------- | ------- | ----------- |
| 2018 | Saturn Awards                       | Best Television Presentation                                                                              | Descendants 2                      | Đề cử   | [ 2 ] [ 3 ] |
| 2018 | Imagen Foundation Awards            | Best Supporting Actress – Television                                                                      | Sofia Carson                       | Đề cử   | [ 4 ] [ 5 ] |
| 2018 | Motion Picture Sound Editors Awards | Outstanding Achievement in Sound Editing – Music Score and Musical for Episodic Long Form Broadcast Media | Amber Funk and Richard David Brown | Đề cử   | [ 6 ]       |